# ギイ・グロッソ

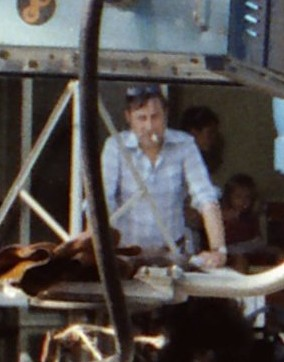
『ルイ・ド・フュネス/サントロペ大混戦』を撮影中のギイ・グロッソ

ギイ・グロッソ（Guy Grosso, 1931年8月19日 - 2001年2月14日）は、フランスの俳優。本名ギイ・マルセル・サラザン。オワーズ県ボーヴェ生まれ。
1950年代末に、俳優のミシェル・モドと「コンビ・グロッソ・モド」（グロッソ・モドはイタリア語からの借用語のフランス語で「大雑把」を意味する）を組み、喜劇で活躍した。ルイ・ド・フュネスの多くの映画で脇役を務め、特に『ルイ・ド・フュネスのサントロペシリーズ』のガストン・トリカール隊員役で知られる。
演劇ではモリエールの『守銭奴』（ルイ・ド・フュネス主演の『守銭奴 (1980年の映画)』にも出演）を晩年の2000年まで演じた他、クルト・ヴァイルの『三文オペラ』なども演じた。ミシェル・モドと共同で1993年に戯曲『Faites comme chez nous （僕らの家みたいにして）』を書き、出演した。テレビドラマでは『fr:Les Brigades du Tigre（タイガー旅団）』シリーズや、テレビ放送版シェイクスピア『夏の夜の夢』（1969年、ジャン＝クリストフ・アヴェルティ監督）のルコワン／クインス役（ミシェル・モドはラフリュート／フルート役）などに出演した。
イヴリーヌ県サン＝ジェルマン＝アン＝レーにて死去。彼の墓はパリに隣接するオー＝ド＝セーヌ県ルヴァロワ＝ペレの墓地にある。

## 出演した主な映画

### ルイ・ド・フュネス作品
- 1961年	ミス・アメリカ パリを駆ける	La Belle Américaine
- 1964年	大混戦	Le Gendarme de Saint-Tropez
- 1965年	ニューヨーク大混戦 Le Gendarme à New York
- 1965年	大追跡	Le Corniaud
- 1966年	パリ大混戦 Le Grand Restaurant
- 1966年	大進撃	La Grande Vadrouille
- 1966年	グランド・ヴァカンス	Les Grandes Vacances
- 1968年	ルイ・ド・フュネスの大結婚	Le gendarme se marie
- 1970年	ルイ・ド・フュネスの窓際一発大逆転	Le Gendarme en balade
- 1979年	ルイ・ド・フュネス/サントロペ大混戦	Le Gendarme et les Extra-terrestres
- 1980年	守銭奴	L’Avare
- 1982年	ルイ・ド・フュネスの大奪還	Le Gendarme et les Gendarmettes